# Lipoamide
Le lipoamide  est le nom trivial du 5-(1,2-dithiolan-3-yl)pentanamide qui contient un cycle dithiolane. C'est la forme fonctionnelle de l'acide lipoïque où la fonction carboxyle est liée à une protéine (ou un acide aminé) par une liaison amide.
Le lipoamide forme une liaison thioester avec l'acétaldéhyde (pyruvate après décarboxylation) par la réduction de sa liaison disulfure. Le lipoamide est par la suite remplacé par le CoA, pour former l'acétyl-CoA.